# Cyclophorinae
Sous-famille
Synonymes
- Aulopomatinae Gray, 1857
- Lagocheillidae Stoliczka, 1872
- Lagocheillinae Stoliczka, 1872

Les Cyclophorinae sont une sous-famille de mollusques gastéropodes terrestres de la famille des Cyclophoridae.

## Liste des sous-taxons
Tribus
Caspicyclotini - Cyathopomatini - Cyclophorini - Cyclotini - Pterocyclini
Genres non classésAulopoma – Pholeoteras

## Liens externues
- (en) Fauna Europaea : Cyclophorinae
- (fr + en) ITIS : Cyclophorinae
- (en) Paleobiology Database : Cyclophorinae Gray 1847
- (en) WoRMS : Cyclophorinae Gray, 1847 (+ liste genres + liste espèces)